# La Slovenia è Nostra
La Slovenia è nostra (in sloveno Slovenija je naša, abbreviato in SJN) è un partito politico sloveno.
Schierato a destra, è un movimento euroscettico che si ispira ai valori del nazionalismo sloveno. È attivo nel Litorale sloveno ed è composto da tre partiti locali: Capodistria è nostra, Isola è nostra e Pirano è nostra.
Il segretario del partito è  il sindaco di Capodistria Boris Popovič.
A livello nazionale, si è presentato alle elezioni legislative ed europee del 2004, senza ottenere seggi.

## Risultati elettorali
| Elezione          | Voti   | %    | Seggi  |
| ----------------- | ------ | ---- | ------ |
| Europee 2004      | 17.930 | 4,11 | 0 / 8  |
| Parlamentari 2004 | 25.343 | 2,62 | 0 / 90 |